# Химки (баскетбольный центр)
Баскетбольный центр «Химки» Московской области — многофункциональный спортивный комплекс в Московской области, Россия. Комплекс является универсальной ареной для проведения занятий и соревнований в игровых видах спорта. Дворец спорта является домашней ареной для мужского баскетбольного клуба «Химки» (Суперлига А). Предшественником Баскетбольного центра Московской области являлся Дворец Спорта «Новатор».
Общая площадь застройки составила 11795 квадратных метров. Баскетбольный центр предназначен для проведения соревнований международного уровня, в соответствии с требованиями регламента ФИБА-Европа и Кубка УЛЕБ, для тренировочной базы клуба высшей лиги по баскетболу, его резерва, отделения спортивной школы по баскетболу. В 2010 году арена реконструирована и количество посадочных мест увеличено до 3500.
Кроме игрового зала и трибунами на 3500 посадочных мест, комплекс включает в себя два тренажёрных зала, шесть раздевалок, сектор для прессы на 45 мест с 4-комментаторскими кабинами, площадки для размещения телекамер, сектор для VIP на 164 места, пресс-центр, видеостудию и многое другое.
Благодаря многофункциональности баскетбольного центра здесь проводились:
- Турнир по смешанным единоборствам MIX-FIGHT-COMBAT. Титульный бой Джеффа Монсона
- Международный турнир по боевому карате SEIWAKAY
- VII День православной молодежи Московской области
- Международный Бойцовский турнир PROFC 49:Resurrection
- Чемпионат и первенство Московской области по спортивной аэробике
- Чемпионат по парикмахерскому искусству[2]
- GAZFIGHT Турнир #1 проводился 21.05.2021 года, Главный бой Дмитрий Кудряшов vs Евгений Романов

Наряду с футбольными стадионами «Арена Химки», «Родина», «Новые Химки» входит в структуру АУ «Арена Химки».